# バーレーン攻囲戦 (1559年)

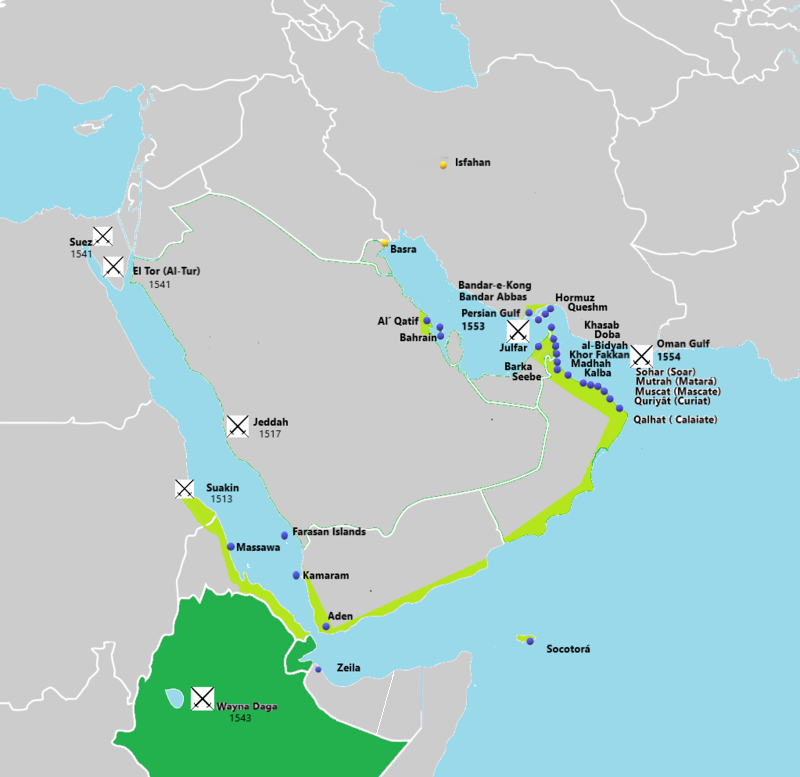
ペルシャ湾と紅海のポルトガル勢力。ライトグリーン–拠点と主要都市。ダークグリーン–同盟または影響圏。黄色–主要な交易所。

1559年のバーレーン包囲戦は、ラフサ・エヤレトの太守ムスタファ・パシャが指揮するオスマン帝国軍が、バーレーン島とその有名な真珠貿易の支配権をポルトガル帝国から奪おうとして起きた。ポルトガルはホルムズから援軍を派遣してオスマン帝国を破り、包囲を失敗させた。

## 背景
スレイマン1世が1534年にイラクを征服した際にバーレーンの支配者（アミール）は大使をスルタンのもとへ派遣してオスマン帝国の宗主権を認め、対ポルトガル戦での協力を約していた。スレイマンは島への不干渉と友好を現地の太守に命じていた  。
1538年にオスマン帝国が港湾都市バスラを占領したことでペルシア湾にアクセスできるようになり、ポルトガルとも接触した。1552年にはペルシア湾西岸を管轄するラフサ・エレヤトが設立された。
1559年にラフサの太守であるムスタファ・パシャは、バーレーンを手に入れようと計画した。彼はそれが最悪の場合は死をもって償わねばならない類の命令違反である事を知っていた。同時に、バーレーンの支配者の帝国への服従が実際にはせいぜい中立か下手をすればポルトガルと通じていると疑っていた。そしてバーレーンという豊かで優れた港湾とその名高い真珠産業を手に入れれば帝国に大きく資するとともにポルトガルの影響を削ぐことが恩赦および恩賞に値すると見ていた。
そして2隻のガレー船と70隻の輸送船を集め、騎兵200人を中核とする兵力をラフサ・エレヤトの各地から集めると、カティーフからバーレーンまで船で運んだ。

## 戦闘
オスマン軍は7月にバーレーンに上陸し、すぐに大砲でバーレーンのポルトガル要塞を攻撃した。バーレーン太守ムラド・シャー（ポルトガル語ではラックス・モラドと呼ばれる）は、400人のペルシャ傭兵を指揮して攻撃に対処するとともに、高速船をホルムズに派遣して救援を求めた 。
救援要請を受けて、ホルムズを支配するポルトガルの総督、アントニオ・デ・ノローニャは、甥のジョアン・デ・ノローニャが指揮する10隻の軽ガレー船(フスタ）を援軍としてバーレーンに派遣した。さらにマスカットからアルバロ・ダ・シルベイラも呼び寄せ、さらなる増援としてキャラベル・レドンダ（大型のキャラベル船）と数隻の軽ガレー船を彼の指揮下に送り出した。しかし、ジョアンは若く経験不足だったため、バーレーン到着後に彼の小艦隊は蹴散らされた。
ジョアンよりもアルバロ・ダ・シルベイラは成功した。カティーフへの航路を取り、東からではなく西からバーレーンに近づくことができた。朝もやを利用して、アルバロ・ダ・シルベイラはオスマン帝国の艦隊を奇襲して破壊・捕獲した。オスマンの艦隊司令は戦死した。こうして、島にオスマン軍を封じ込める事に成功した。
ムスタファ・パシャは引きつづき要塞の包囲を続ける一方で、バーレーンの太守ムラードと交渉して、大量の金と引き替えに包囲を解いて、オスマン勢はバーレーンの船でラフサに送還するという条件を申し出たが、拒否された。バーレーンには海底に真水の湧水（submarine springs）があり、真珠取りたちの技術を用いればそれは水源として利用可能だったため、籠城にも耐えられた。
オスマン軍は要塞の包囲を解き、ポルトガル船の大砲の射程外へとなる内陸部の拠点へと撤退しようとした。ポルトガル軍は早期決着を望んでおり、それは太守ムラードも同様だった。ポルトガル兵200とペルシア傭兵300が追撃戦を仕掛けようとした。だが、オスマン軍は撤退をカバーするために騎兵200を伏せていた。激しい戦いの末にポルトガル兵70人が戦死し、30人が捕虜になり、残りは要塞に戻った。ポルトガル軍を指揮していたアルバロ・ダ・シルベイラも戦死した。
ムスタファ・パシャは今度は捕虜の返還を条件とする軍の送還を申し出たが、太守ムラードはより厳しい条件を課したために交渉は決裂した。指揮官を失ったポルトガル艦隊も周辺海域の封鎖を続けていた。
一方、バスラからの報告がインスタンブールの王宮に届いたことで、帝国政府は激怒した。帝国政府の指示なしに独断で攻撃を行ったムスタファ・パシャの解任が決定され、太守ムラードに対しては攻撃が現地の独断だったことを知らせ、改めてバーレーンの支配者であることを認めた上でオスマン軍の送還を求めることになった。
最終的には、疫病が両軍を襲い、双方に大きな損失をもたらした。撤退の条件交渉が行われた。11月6日、アントニオ・デ・ノローニャは、オスマン軍が武装解除した上で12,000クルサードまたは1,000,000アクチェ銀貨を支払うことで、カティーフへの引き上げを認めた 。
解任されたムスタファ・パシャの後任、カティーフのサンジャクベイだったメフメト・ベイは身代金を支払い、オスマン軍はポルトガル船5隻でカティーフへと送還された。ムスタファ・パシャは交渉妥結前にバーレーンで死去した。死因に関する記録は残されていないが、仮に帰還できていてもそれは処刑までの僅かな余生を得ただけだっただろう。

## その後
1559年のバーレーンの包囲は、ペルシア湾におけるポルトガルの覇権へのオスマン帝国の最後の挑戦となった。
カティーフに帰還したオスマン兵たちが目にしたのは、彼らが不在の間に砂漠の遊牧民達によって襲撃された周辺地域の惨状だった。フフーフの城塞のみが持ちこたえていたが、その他のハサー地方の新領土は概ね荒らされていた。バーレーンの失敗はハサー地方全体の再征服を必要とする一大事に発展していた。新しい軍と太守と兵士を送り込んでそれは達成されたが、このときから帝国のこの地方に対する統治姿勢に変化が訪れた。最終的にはポルトガルの弱体化によって、それが表面化する。
ポルトガルは1580年にスペインの支配下に入ったことで次第に湾岸地域から撤退することになった。ポルトガルへのアラブの攻撃は西で行われ、1578年のアルカセル・キビールの戦いではポルトガル王が戦死するほどの大損害を受けた。年若い王の死からポルトガル王国は継承危機に陥り、スペインとの王朝連合に追い込まれたのである。また、ポルトガルとペルシアの関係も弱まっていき、1581年のミール・アリ・ベイ提督によるマスカット襲撃を皮切りに、スワヒリ海岸でポルトガルの覇権に挑戦することになる。